# Gemma Ward
Gemma Louise Ward (ur. 3 listopada 1987 w Perth) – australijska supermodelka i aktorka. 

## Życiorys

### Wczesne lata
Urodziła się w Perth w Zachodniej Australii, jako drugie z czworga dzieci Claire, angielskiej pielęgniarki, i Gary’ego Warda, australijskiego lekarza. Ma starszą siostrę Sophie Claire Ward (ur. 7 sierpnia 1985) oraz młodszych braci bliźniaków, Oscara i Henry’ego. Uczyła się w Presbyterian Ladies ’College i Shenton College. Była rodzinnym klaunem, którego ambicją było aktorstwo. Jej pasja do aktorstwa narodziła się w 1997, kiedy w wieku dziesięciu lat została obsadzona jako czarownica w szkolnym przedstawieniu Jaś i Małgosia.

### Kariera
Ward została odkryta w 2002, w wieku czternastu lat, kiedy towarzyszyła swoim przyjaciółkom w australijskim konkursie Network Ten Search for a Supermodel. Ward nie wygrała konkursu, ale jej kruchy, niepowtarzalny wygląd zwrócił uwagę obserwatora z agencji Vivien’s Model Management z Sydney, który dostrzegł jej potencjał i przekazał zdjęcia Davidowi Cunninghamowi z nowojorskiej agencji IMG Models. Wkrótce Gemma Ward podpisała kontrakt z agencją Vivien’s Model Management i IMG w Nowym Jorku.
W wieku 15 lat zadebiutowała na Australian Fashion Week w maju 2003. W ciągu roku była we Włoszech, gdzie poznała projektantkę Domu Mody Prada, Miuccię Pradę. Jej wygląd zainspirował nową generację modelek podobnych do lalek, takich jak Włada Roslakowa, Heather Marks, Lily Cole i Lisa Cant. We wrześniu 2004, mając zaledwie szesnaście lat, Ward została najmłodszą modelką, która pojawiła się w amerykańskiej edycji magazynu „Vogue”, sfotografowana przez Stevena Meisela jako jeden z dziewięciu „Models of the Moment” z Darią Werbowy, Natalią Vodianovą, Gisele Bündchen, Isabeli Fontana, Karoliną Kurkovą, Liyą Kebede, Haną Soukupovą i Karen Elson. Aż 24 razy pojawiała się na okładkach międzynarodowych edycji „Vogue”, m.in. amerykańskiej, australijskiej, greckiej i brytyjskiej. 
Współpracowała z takimi projektantami jak Yves Saint Laurent, Vera Wang, Óscar de la Renta i Calvin Klein. Następnie brała udział w kampaniach reklamowych światowych domów mody jak Burberry, Valentino, Dolce & Gabbana, Hermès, Dior, Versace, Prada czy Gucci. Podpisała również kontrakt z agencją modelek MY Model Management w Seulu, dzięki czemu aż trzykrotnie pojawiła się na okładce koreańskiego „Vogue”. Ponadto była na okładkach „Elle”, „W”, „Harper’s Bazaar”, „Numero”, „InStyle” i „Teen Vogue”. 
Ward reklamowała perfumy Calvina Kleina „Obsession Night for Men”, razem z modelem Drewem Keiltem. Występowała w wideoklipie Johna Mayera, zatytułowanym „Daughters”.

## Życie prywatne
W latach 2007–2008 spotykała się z aktorem Heathem Ledgerem. Po raz pierwszy spotkali się w listopadzie 2007 w Nowym Jorku. Oboje spędzili razem Boże Narodzenie w swoim rodzinnym mieście Perth, po czym wrócili do Nowego Jorku, gdzie Ledger zmarł niecały miesiąc później, 22 stycznia 2008.

## Filmografia
- 2001 Pink Pyjamas – jako Heidi
- 2008 Czarny balonik (The Black Balloon) – jako Jackie Masters
- 2008 Nieznajomi (The Strangers) – jako Kobieta w masce
- 2011 Piraci z Karaibów: Na nieznanych wodach (Pirates of the Caribbean: On Stranger Tides) – jako syrena